# Kehys-Kainuu
Kehys-Kainuu (finska: Kehys-Kainuun seutukunta) är en av ekonomiska regionerna i landskapet Kajanaland i Finland. Folkmängden i regionen uppgick den 1 januari 2013 till 23 587 invånare, regionens totala areal utgjordes av 15 435 kvadratkilometer och därav utgjordes landytan av 13 959  kvadratkilometer.  I Finlands NUTS-indelning representerar regionen nivån LAU 1 (f.d. NUTS 4), och dess nationella kod är 181.

## Förteckning över kommuner i ekonomiska regionen
Ekonomiska regionen Kehys-Kainuu omfattar följande fyra kommuner: 
- Hyrynsalmi  kommun
- Kuhmo stad
- Puolanka kommun
- Suomussalmi kommun

Samtliga kommuners språkliga status är enspråkigt finska.